# Muara Saladi
Muara Saladi is een bestuurslaag in het regentschap Mandailing Natal van de provincie Noord-Sumatra, Indonesië. Muara Saladi telt 308 inwoners (volkstelling 2010).